# Григорянц, Руслан Витальевич
Руслан Витальевич Григорянц (20 декабря 2003) — российский спортсмен, специализируется по ушу. Призёр чемпионата России. Мастер спорта России.

## Спортивная карьера
Является воспитанником кизлярской школы ушу, занимается под руководством Абдукарима Магомедова. В ноябре 2015 года в Тарумовке стал финалистом на открытом турнире по ушу среди юношей до 14 лет. В марте 2023 года в Москве, проиграв в финале Салавутдину Гусейнову из Дагестана, стал серебряным медалистом чемпионата России в весовой категории до 52 кг В апреле 2024 года в Москве, уступив в финале Абакару Азизову из Дагестана, стал серебряным призёром чемпионата России в весовой категории до 52 кг. 6 сентября 2024 года ему было присвоено звание мастер спорта России.

## Спортивные достижения
- Чемпионат России по ушу 2023 — ;
- Чемпионат России по ушу 2024 — ;